# Narathura matsutaroi
Narathura matsutaroi är en fjärilsart som beskrevs av Hayashi 1979. Narathura matsutaroi ingår i släktet Narathura och familjen juvelvingar. Inga underarter finns listade i Catalogue of Life.